# Аскри, Халид
Хали́д Аскри́ (араб. خالد العسكري‎; 20 марта 1981, Миссур, Марокко) — марокканский футболист, игравший на позиции вратаря.

## Карьера
В 11 летнем возрасте он записался в футбольную школу клуба ФАР из его родного города. В чемпионате Марокко дебютировал в 1998 году. В 2011 году перешёл в клуб «Шабаб Риф», за который сыграл один год. В 2012 году марокканская команда «Раджа» нуждалась в голкипере для Лиги чемпионов КАФ, в результате чего Аскри на правах годичной аренды перебрался в клуб из Касабланки. В декабре 2012 года тренером национальной сборной Марокко Рашидом Таусси был включен в заявку на Кубок африканских наций, но возможность проявить себя в финальном турнире так и не получил.

## Достижения
ФАР
- Чемпион Марокко (2): 2004/05, 2007/08
- Обладатель Кубка Марокко (6): 1999; 2003; 2004; 2007; 2008; 2009
- Обладатель Кубка Конфедерации КАФ: 2005
- Финалист Кубка Конфедерации КАФ: 2006
- Финалист Суперкубока КАФ: 2005

«Раджа»
- Обладатель Кубка Марокко: 2012
- Финалист клубного чемпионата мира: 2013

## Курьёзные голы
- 9 сентября 2010 года в серии послематчевых пенальти 1/8 финала Кубка Марокко против «Магреба» из Феса Халид Аскри отбил один из ударов и тут же направился приветствовать болельщиков, однако в это время мяч пересёк линию ворот за его спиной и гол был засчитан[2][3].
- 25 сентября 2010 года, в ходе встречи 4-го тура чемпионата Марокко 2010/11, в которой ФАР принимал «Кенитру» из одноимённого города после получения паса от одного из его защитников, на него ринулся один из нападающих команды противника, однако Аскри потерял контроль над мячом и соперник без каких-либо усилий отправил мяч в пустые ворота, после чего на стадионе начались беспокойства, а сам Халид снял рубашку и перчатки и по собственному желанию покинул поле[4].

## Личная жизнь
Халид является двоюродным братом вратаря сборной Омана и клуба «Уиган Атлетик» Али аль-Хабси.